# Region kościelny Sycylia

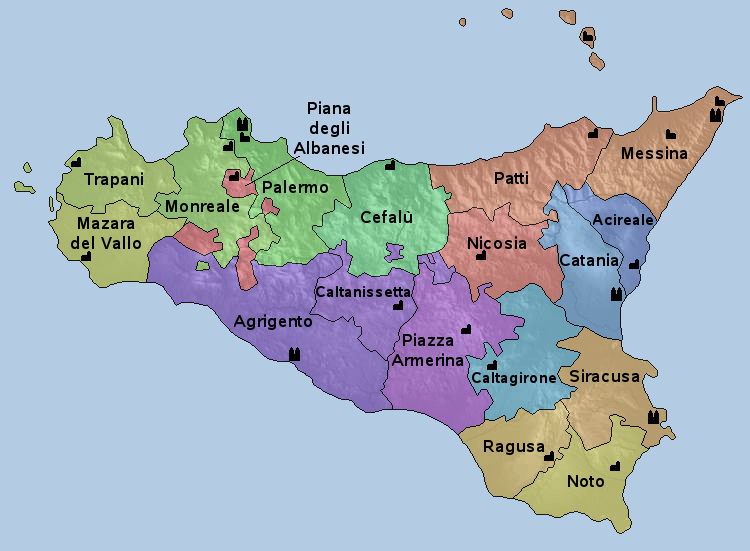
Podział diecezji w regionie kościelnym Sycylia

Region kościelny Sycylia – jeden z szesnastu regionów kościelnych, na które dzieli się Kościół katolicki we Włoszech. Obejmuje swym zasięgiem świecki region Sycylia. 

## Podział
- Archidiecezja Palermo
  - Archidiecezja Monreale
  - Diecezja Cefalù
  - Diecezja Mazara del Vallo
  - Diecezja Trapani

- Archidiecezja Agrigento
  - Diecezja Caltanissetta
  - Diecezja Piazza Armerina

- Archidiecezja Katanii
  - Diecezja Acireale
  - Diecezja Caltagirone

- Archidiecezja Messina-Lipari-Santa Lucia del Mela
  - Diecezja Nicosia
  - Diecezja Patti

- Archidiecezja Syrakuz
  - Diecezja Noto
  - Diecezja Ragusa

- Eparchia Piana degli Albanesi

## Dane statystyczne
Aktualne na 4 sierpnia 2025, źródło: 
Powierzchnia w km²: 25 510

Liczba mieszkańców: 5 282 946

Liczba parafii: 1 738

Liczba księży diecezjalnych: 1 994

Liczba księży zakonnych: 566

Liczba diakonów stałych: 424

## Konferencja Episkopatu Sycylii
- Przewodniczący: bp Antonino Raspanti - biskup Acireale
- Wiceprzewodniczący: abp Corrado Lorefice - arcybiskup Palermo
- Sekretarz: bp Guglielmo Giombanco - biskup Patti